# Almuñécar
Almuñécar là một đô thị trong tỉnh Granada, Tây Ban Nha.

## Thành phố kết nghĩa
- Fürstenfeldbruck, Bavaria, Đức
- Livry-Gargan, Ile-de-France, Pháp
- Cerveteri, Lazio, Italy